# Laia Aleixandri
Laia Aleixandri, née le 25 août 2000 à Santa Coloma de Gramenet, est une footballeuse internationale espagnole, qui joue au poste de défenseure au FC Barcelone.
Elle évolue également avec l'équipe nationale d'Espagne depuis 2019.

## Biographie
En 2020, Aleixandri est nommée parmi le top 10 des jeunes joueuses les plus prometteuses par l'UEFA.

### Carrière en club
En 2012, elle rejoint le centre de formation du FC Barcelone, puis devient membre de l'équipe B du Barça en 2015.
Entre 2017 et 2022, elle joue pour l'Atletico de Madrid, remportant le championnat domestique lors de ses deux premières saisons.
À l'été 2022, Manchester City recrute Aleixandri, qui signe un contrat de trois ans.

### Carrière internationale
Laia Aleixandri gagne le Championnat d'Europe des moins de 17 ans en 2015 pour sa première compétition internationale, puis le Championnat d'Europe des moins de 19 ans en 2018 et est finaliste à la Coupe du monde des moins de 20 ans en 2018. 
Moins d'un an plus tard, elle fait ses débuts avec l'équipe nationale sénior espagnole contre le Cameroun (victoire 4-0), tout en marquant son premier but international. Elle prend part à son premier tournoi majeur au Championnat d'Europe féminin de football 2022. 
À l'automne 2022, à l'instar de plusieurs de ses coéquipières qui ont boycotté l'équipe nationale en raison de leur relation avec le sélectionneur Jorge Vilda, elle est laissée de côté pour les matchs amicaux.

## Caractéristiques sportives
La joueuse est reconnue pour sa vision du jeu et sa versatilité (peut jouer à gauche en défense et au milieu de terrain).

## Palmarès

### En club
Atletico de Madrid
- Championnat d'Espagne féminin : 2017-2018 et 2018-2019.
- Supercoupe d'Espagne féminine : 2022.

### En sélection
- Vainqueure de l'Euro des moins de 17 ans en 2015.
- Vainqueure de l'Euro des moins de 19 ans en 2018.
- Finaliste de l'Euro des moins de 17 ans en 2016 et 2017.
- Finaliste de la Coupe du monde des moins de 20 ans en 2018.
- Vainqueure de la Ligue des nations en 2024